# Musée en plein air Tanki Maraka de Kralendijk
Le Musée de plein air Tanki Maraka est un musée situé à Kralendijk à Bonaire.

## Historique
C'est un musée en plein air sur la Seconde Guerre mondiale qui met en valeur la zone d’un camp militaire américain de 1942 à 1947. Il s’agit d’une visite autoguidée dans les locaux de l’ancienne base.